# شوبارا، هیروشیما
شوبارا در استان هیروشیما در کشور ژاپن واقع شده‌است  که دارای جمعیت ۴۱٬۷۴۷ نفر و مساحت ۱٬۲۴۶٫۶۰ کیلومتر مربع با تراکم جمعیت ۳۳٫۵  نفر در کیلومترمربع است و در تاریخ ۳۱ مارس ۱۹۵۴ به عنوان شهر شناخته شد.